# Trifolium tastetii
Trifolium tastetii är en ärtväxtart som först beskrevs av Carlos Pau, och fick sitt nu gällande namn av Font Quer. Trifolium tastetii ingår i släktet klövrar, och familjen ärtväxter. Inga underarter finns listade i Catalogue of Life.